# Saalumarada Thimmakka

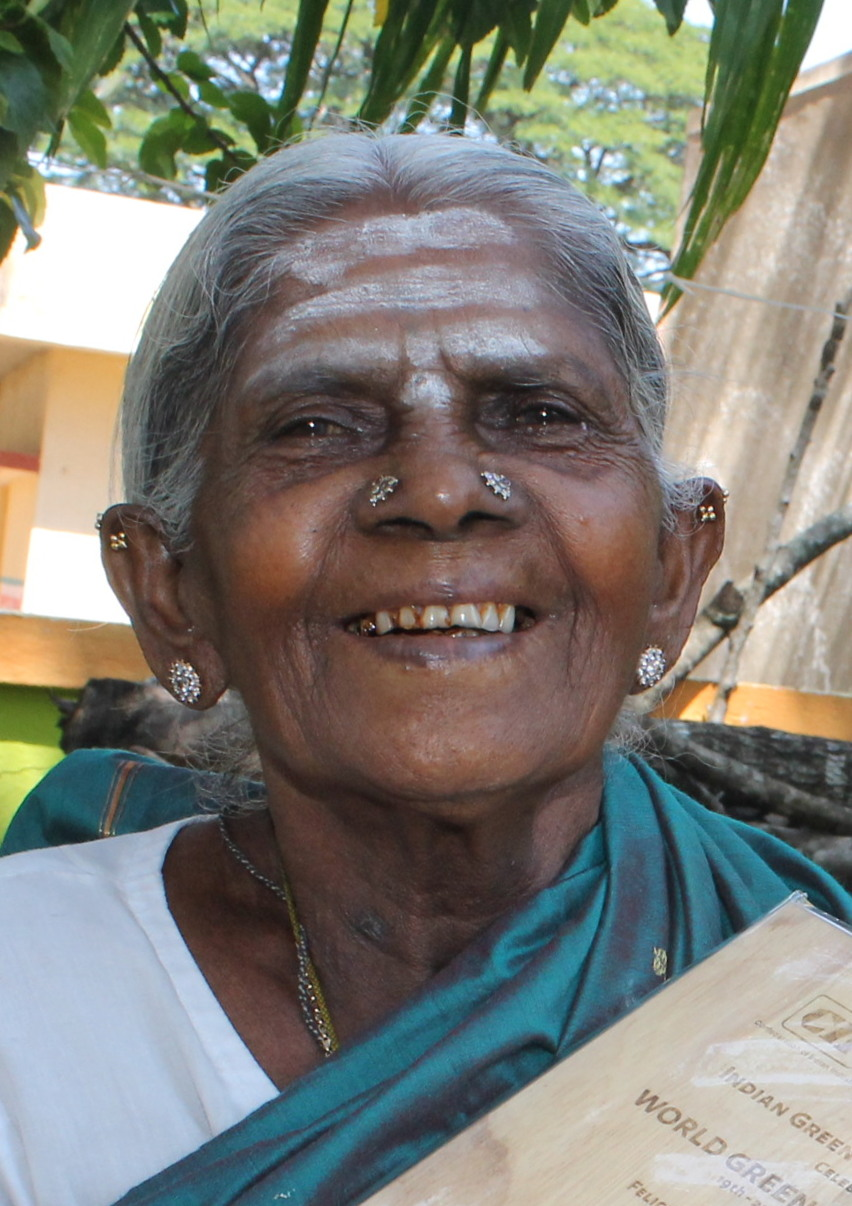
Saalumarada Thimmakka (2011)

Saalumarada Thimmakka (geb. ca. 1911 in Gubbi Taluk, Tumakuru, Karnataka) ist eine indische Umweltschützerin und Frauenrechtlerin.

## Leben und Wirken
Thimmakka lebte in einem abgelegenen Dorf in Südindien unter einem sozialen Stigma, da sie keine Kinder bekommen konnte. Sie beschloss, sich diesem Stigma zu widersetzen und Banyan-Bäume zu pflanzen. Während ihres Lebens pflanzte sie mehrere tausend Bäume. Thimmakka verkörpert in Indien das Ideal, dass Frauen den Status quo in Frage stellen müssen, um diesen zu verändern. Sie sagte einmal:

„Es war wohl mein Schicksal, keine Kinder zu haben. Aus diesem Grund planten wir, Bäume zu pflanzen, sie aufzuziehen und gesegnet zu sein. Wir haben die Bäume wie unsere Kinder behandelt.“

In ihren letzten Lebensjahren wurde Thimmakka eine bedeutende Stimme im Kampf für die Überwindung der Klimakrise. Sie erhielt viele Auszeichnungen, darunter den Padma Shri. Die BBC-Sendung 100 Women porträtierte sie im Jahr 2016.